# Прохоренко Ігор Миколайович
І́гор Микола́йович Прохоре́нко — полковник Збройних сил України, учасник російсько-української війни.

## Нагороди
- За зразкове виконання військового обов'язку, високі показники у професійній підготовці та з нагоди Дня перемоги нагороджений

відзнакою «Доблесть і честь» (3.05.2003)
- За особисту мужність і героїзм, виявлені у захисті державного суверенітету та територіальної цілісності України, вірність військовій присязі під час російсько-української війни нагороджений

орденом Богдана Хмельницького III ступеня (4.12.2014).